# Carlo Rezzonico (cardenal)
Este artículo es sobre el cardenal Carlo Rezzonico. Para el otro uso ir a Clemente XIII.
Carlo Rezzonico (* 25 de abril de 1724 - † 26 de enero de 1799) fue un cardenal de la Iglesia católica. A veces se le conoce como el Joven para distinguirlo de su tío el papa Clemente XIII, que también llevaba el nombre de Carlo Rezzonico.

## Biografía
Se desempeñó como vicecanciller de la Santa Sede entre 1758 y 1763, camarlengo de la Iglesia católica entre 1763 y 1799 y secretario de la Inquisición romana desde 1777 hasta 1799. También fue obispo de Sabina (1773-1776) y obispo de Porto e Santa Rufina (1776-1799). Como cardenal camarlengo, participó en el cónclave papal de 1769 y el cónclave de 1774-1775.
Pertenecía a la facción zelanti y defendió a la Compañía de Jesús contra las acusaciones que finalmente llevó a la supresión de esta orden. Después de la ocupación de Roma por Francia en 1798, su mala salud lo convirtió en el único cardenal al que se le permitió permanecer en Roma. Murió a la edad de 74 años, después de estar postrado en cama durante dos años, y fue enterrado en la iglesia de San Marco.